# Alliance, Nebraska
Alliance är administrativ huvudort i Box Butte County i delstaten Nebraska. Orten har fått sitt namn efter Alliance, Ohio. Enligt 2010 års folkräkning hade Alliance 8 491 invånare.